# Peter Forsskål
Peter Forsskål, född 11 januari 1732 i Helsingfors i Nyland, död 11 juli 1763 i Jerim i Jemen, var en svensk naturforskare, orientalist och filosof och en av den svenska liberalismens främsta föregångare. Han är ibland även publicerad som Per Forskål.
Peter Forsskål var son till kyrkoherden Johannes Forsskål som då var kyrkoherde i Helsingfors. År 1740 blev fadern kyrkoherde i Tegelsmora socken och familjen flyttade till Uppland. Forsskål blev redan 1742 student vid Uppsala universitet men fortsatte senare studierna för fadern, som 1748 blivit kyrkoherde i Stockholm. Sedan han 1751 erhållit det Guthermuthska stipendiet återvände han till Uppsala för fortsatta studier med Carl von Linné som en av sina lärare och sedan vid universitetet i Göttingen från 1753. Officiellt studerade han teologi men filosofi och orientalisk filologi ingick bland de ämnen han studerade. År 1756 blev han filosofie magister där och sedan han återvänt till Sverige docent i ekonomi vid Uppsala universitet.
Göttingens universitet var vid denna tid ett av Tysklands mer framträdande, men också känt för sitt frisinnade idéklimat, något som var politiskt möjligt eftersom det hörde hemma i det med England förbundna kungariket Hannover. 
Studierna skedde främst under ledning av filosofen och orientalisten Samuel Christian Hollmann samt teologen och orientalisten Johann David Michaelis. Han var också inspirerad av John Locke och Pierre Bayle och en stark kritiker av Christian von Wolff. Utan tvivel var han den förste egentlige upplysningsfilosofen i Sverige.

## Liberal pionjär
Under sin tid i Uppsala skrev Forsskål en politisk skrift, "Tankar om borgerliga friheten" (1759), som innehåller ett tidigt liberalt program där såväl politisk som ekonomisk frihet, och inte minst tryckfrihet, förordas. Boken inleds med "Näst livet kan ingenting vara människorna kärare än frihet". Han skriver också att heligheten hos krönta huvuden gjort att barbariska kungar kan leka med sina undersåtars liv. Med referens till England skriver Forsskål "Friheten måste därför besvaras med frihet. En vis regering lämnar menigheten hellre lägenhet att yttra sitt missnöje med pennor än med gevär, vilket upplyser å ena sidan, stillar och förekommer buller och oro å den andra."
Där förekommer han alltså John F Kennedys tanke med 200 år. "Those who make peaceful revolution impossible will make violent revolution inevitable". Från ett tal i Vita Huset 1962.
Forsskål blev därmed vid sidan av Anders Chydenius en av den politiska liberalismens främsta pionjärer i Sverige och Finland. Censuren var ännu inte avskaffad, men Forsskål lyckades få censor Niklas von Oelreichs godkännande. Sedan skriften kommit ut ingrep dock rådet (det vill säga regeringen), som vid denna tid dominerades av hattpartiet med Anders Johan von Höpken som kanslipresident. Skriften togs i beslag och Carl von Linné som för tillfället var rektor (och Forsskåls lärare) beordrades att samla ihop de exemplar som delats ut bland studenter i Uppsala.
Forsskåls pamflett kom att inspirera den nya lag om tryckfrihet som antogs i Sverige år 1766, den första tryckfrihetslagen som finns dokumenterad i världen. 
Till dem som Forsskål inspirerat hör den tyske filosofen Immanuel Kant. Ett exempel på detta är den förändring som skedde i Kants filosofiska ståndpunkt mellan 1756 och 1762, vilken innebar att han övergick från positionen som försvarare av Christian von Wolff till kritiker i Forsskåls anda. I detta låg en övergång från Wolffs dogmatism mot en mer empiristisk uppfattning. Inspirerad av Forsskål utgav han år 1762 en skrift med titeln: "Die falsche Spitzfindigkeit der vier syllogistischen Figuren" i vilken Kant är i hög grad beroende av Forsskål och fullföljer hans logiska uppslag.

## Forskningsresa till Jemen
Forsskål var en av Linnés viktigaste lärjungar. I Uppsala förvärvade han kunskaper i botanik som gjorde att han rekryterades till den danska forskningsexpeditionen till sydvästra delen av Arabiska halvön som startade i januari 1761. I Jemen drabbades Forsskål av malaria och avled den 11 juli 1763. Den ende överlevande av expeditionens fem deltagare var Carsten Niebuhr som återkom till Danmark 1767.
Om Forsskål skriver Niebuhr senare bland annat: "Forsskål var den lärdaste mannen i hela sällskapet, och hade han kommit tillbaka levande skulle han kanske ha varit den lärdaste i hela Europa. Han var arbetsam, han föraktade alla faror, besvärligheter och försakelser. Hans fel var hans diskussionslust, hans självrådighet och hans hetsighet".
Forsskåls unika insamlade forskningsmaterial fördes till Köpenhamn och den första dokumentationen från expeditionen utgavs på 1770-talet. En av de växter som Forsskål skickat hem gav Linné namnet Forsskaolea tenacissima med tilläggsbeteckningarna tenacissima, hispida, adhaerens, uncinata (hårdnackad, vild, envis, kantig) till Forsskåls minne.

## Auktorsnamn
Auktorsnamnet Forssk. kan användas för Peter Forsskål i samband med ett vetenskapligt namn inom botaniken.